# Chibi

Ví dụ cho một nhân vật được vẽ theo phong cách chibi

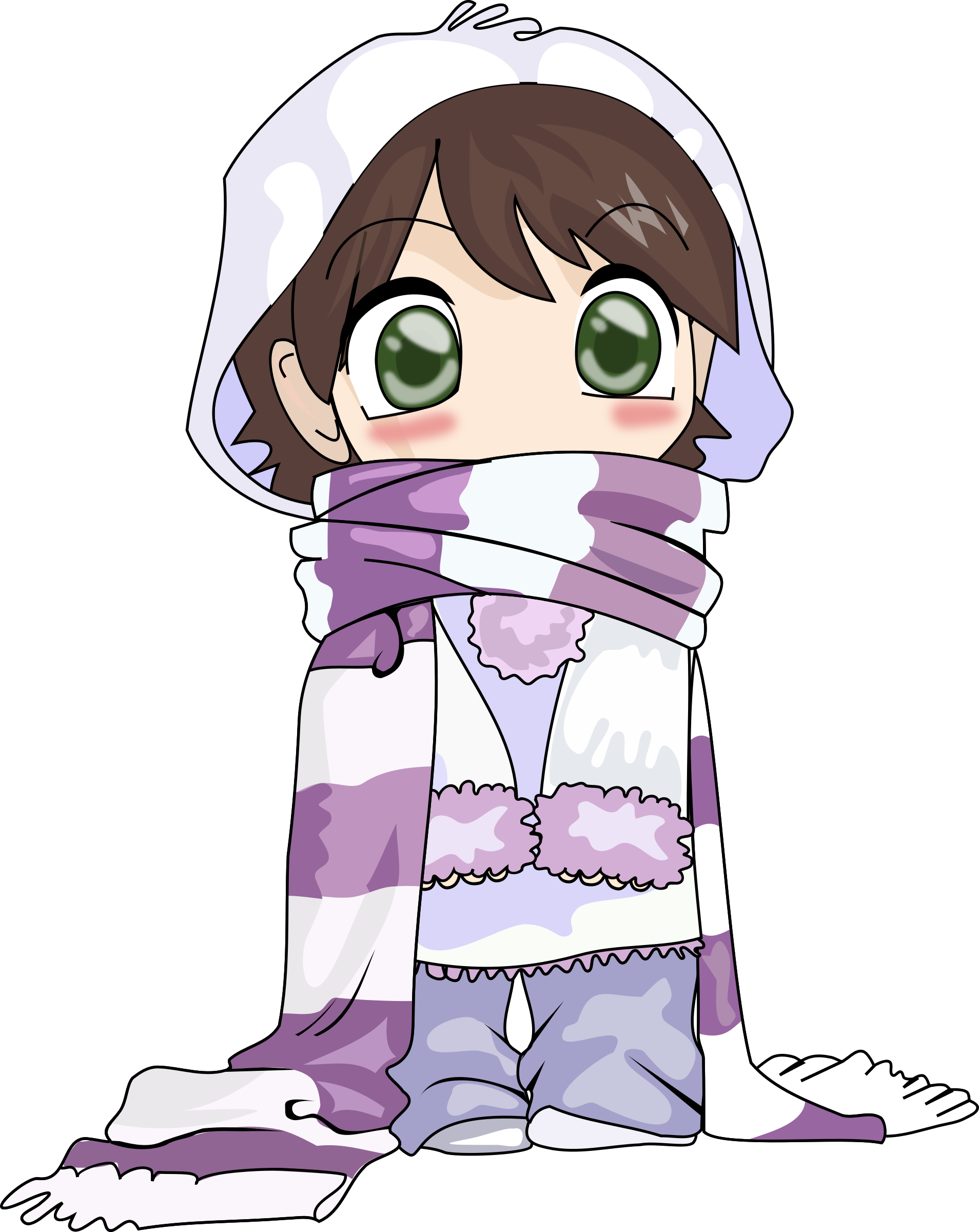
Một ví dụ nữa cho phong cách chibi

Chibi (ちび hay チビ) là một dạng từ tiếng lóng trong tiếng Nhật có nghĩa là "người lùn" hay "trẻ nhỏ". Thuật ngữ này dùng để chỉ một người hay một đứa trẻ có thân hình thấp bé.

## Từ nguyên
Chibi có nguồn gốc từ động từ "禿 び る" (chibiru). Chibi-debu (ち び デ ブ hoặc チ ビ デ ブ) được sử dụng để mô tả một cái gì đó hoặc một người nào đó thấp bé nhưng rất dễ thương. Chibi có thể được dịch là 'nhỏ' (ví dụ: Chibi Maruko-chan), nhưng nó không được sử dụng giống như chiisana (小 さ な) và chiisai (小 さ い).

## Tỷ lệ
Đầu của nhân vật chibi thường có chiều cao từ một phần ba đến một nửa chiều cao của nhân vật. Ngoài tỷ lệ được sửa đổi, các nhân vật chibi thường thiếu các chi tiết của các nhân vật bình thường. Do đó, khi một nhân vật có tỷ lệ trung bình được mô tả thành nhân vật chibi, một số khía cạnh trong thiết kế của họ sẽ được đơn giản hóa và những khía cạnh khác sẽ được phóng đại. Các chi tiết như nếp gấp trên áo khoác bị bỏ qua, và các hình dạng chung được ưu tiên. Nếu một nhân vật có đặc điểm nổi bật (tóc kỳ quặc, một phụ kiện cụ thể, v.v.) thì điều này thường sẽ nổi bật trên phiên bản chibi của nhân vật đó.
Ví dụ: Sailor Moon có kiểu tóc và trang phục của nhân vật được phóng to và có chi tiết, trong khi khuôn mặt của nhân vật cơ bản hơn và đôi mắt to.
Các nhân vật Chibi cũng được biết đến với thân hình nhỏ nhắn, đôi mắt và khuôn mặt to tròn. Trong khi hầu hết các nhân vật anime có đôi mắt to, các nhân vật chibi phóng đại kích thước mắt và kích thước đầu hơn các thuộc tính khác. Trong một số anime, các nhân vật từ sơ sinh đến 10 tuổi được vẽ theo kiểu chibi hơn (cho đến khi họ vượt qua 10 tuổi, trông họ vẫn bình thường) với cái đầu to, đôi mắt lấp lánh và ít chi tiết hơn so với các nhân vật lớn tuổi hơn. Một ví dụ về điều này là Yotsuba Koiwai trong Yotsuba&! – Cỏ 4 lá

## Phổ biến
Chibi trong anime và manga dùng để miêu tả một phong cách vẽ nhân vật được cách điệu hóa ở mức độ cao, với một cơ thể ngắn chỉ ngang bằng kích cỡ của cái đầu, rất giống với kiểu "Siêu biến dạng" (kiểu nhân vật có đặc điểm nhỏ bé, mũm mĩm,chân tay mập mạp và cái đầu quá cỡ). Những nhân vật thường được chibi hóa nhằm mục đích tạo sự dễ thương, ngộ nghĩnh. Cách tạo hình nhân vật này được dùng nhiều cho các nhân vật anime và manga và rất phổ biến ở Nhật Bản.
Trong giới fan hâm mộ phương Tây, nó được dùng để bổ nghĩa cho một cái tên chỉ dạng trẻ con của một nhân vật, cách nói này được dùng chủ yếu cho các nhân vật anime và manga. Đôi khi chúng còn thể hiện bản chất tự nhiên của con người. Con người có thể nói dối nhưng dạng Chibi của người đó lại có thể nói ra sự thật về suy nghĩ của người đó. Chibi cũng có thể biểu lộ cảm xúc, như sự vui vẻ, buồn bã, giận dỗi,... Đó là một cách đơn giản và đáng yêu để thể hiện những khía cạnh tính cách nhân vật khi nó trở nên quá nghiêm trọng hay khó xử lý. Dạng Chibi cũng được sử dụng nhiều với các biến thể khác nhau.